# 岡野麻里安
岡野 麻里安（おかの まりあ、1966年10月13日 - 2016年5月12日）は、日本の小説家。
1992年、『暁の竜公子』（講談社X文庫ホワイトハート）でデビュー。以後、同レーベルにて活動。他にも、集英社コバルト文庫などで作品を発表。作品は主にティーンズ向け。
2016年5月18日、同月12日に病気のため死去していたことが、講談社X文庫ホワイトハートの公式HPで公表された。49歳没。2年前に腹膜癌と診断され闘病中だった。

## 作品リスト
講談社 X文庫ホワイトハート
- 竜王の魂 シリーズ（全6巻、イラスト：尾崎芳美）

1. 暁の竜公子
2. 白鳥河の炎
3. 竜王の花嫁
4. 鉄と琥珀の姫君
5. 引き裂かれた翼
6. 純白の魔王

- 銀の共鳴 シリーズ（全6巻、イラスト：碧也ぴんく）

1. 桜の降魔陣
2. 水の伏魔殿
3. 炎の魔法陣
4. 月の魔天楼
5. 雪の破魔弓
6. 風の魔界樹

- 鬼の風水 シリーズ（全8巻、イラスト：金ひかる）

1. 薫-KAORU-
2. 卓也-TAKUYA-
3. 透子-TOUKO-
4. 鬼啖-KITAN-
5. 鬼哭-KIKOKU-
6. 追儺-TSUINA-
7. 薫夜-KAGUYA-
8. 風水-FŪSUI-

- 鬼の風水 外伝（イラスト：穂波ゆきね）

1. 薫風-KUNPŪ-
2. 比翼-HIYOKU-

- 鬼の風水 夏の章（イラスト：穂波ゆきね）

1. 双月-SŌGETSU-
2. 鳴神-NARUKAMI-

- 鬼の風水 秋の章（イラスト：穂波ゆきね）

1. 月鬼-TSUKIONI-

- 降魔美少年 シリーズ（全5巻、イラスト：藤崎一也）

1. 降魔美少年
2. 青の十字架
3. 海の迷宮（ラビリンス）
4. カインの末裔
5. 審判の門

- 蘭の契り シリーズ（全3巻、イラスト：麻々原絵里依）

1. 蘭の契り
2. 龍神の珠
3. 銀色の妖狐

- 蘭の契り 青嵐編（全4巻、イラスト：麻々原絵里依）

1. 月光の妖狐
2. 龍の化身
3. 銀色の指輪
4. 風花の契り

- 桜を手折るもの シリーズ（全4巻）

1. 桜を手折るもの
2. 闇の褥
3. 桜の喪失
4. 桜の原罪

- 七星の陰陽師（全1巻）
- 七星の陰陽師 人狼編（全4巻）

1. 雪鬼の哭く街
2. 月の羅刹
3. 赤い獣の封印
4. 邂逅

- 少年花嫁（ブライド）（全10巻、イラスト：穂波ゆきね）

1. 少年花嫁
2. 星と桜の祭り
3. 炎と鏡の宴
4. 剣と水の舞い
5. 花と香木の宵
6. 銀と月の棺
7. 虹と雷（いかずち）の鱗
8. 聖夜と雪の誓い
9. 大蛇と氷の薔薇
10. 剣と玉と鏡

- 桃花男子（全4巻）

1. 革命は花の香り
2. 少年は月に囚われる
3. 王は運命（さだめ）に惑う
4. 花は蒼天に舞う

- 接吻両替屋奇譚（全8巻）

1. 恋人は悪徳商人!?
2. 恋の残高ゼロ!?
3. 恋のランク査定中!?
4. 恋人は失踪中!?
5. 恋の破産宣告!?
6. 恋のランク査定中!?
7. 恋のブライダル・ローン!?
8. 恋の指定席（リザーブ・シート）!?

- ぼくと執事と婿候補（全4巻、イラスト：穂波ゆきね）

1. ぼくと執事と婿候補
2. 薔薇と執事の憂鬱
3. 嘘と執事の咎
4. キスと執事の誓い

- 逢魔刻捜査―ゼロ課FILE―（全4巻）

1. 恋桜
2. 薔薇色の部屋
3. 優しい幽霊、甘い罠
4. 守護霊と雪の花嫁

- 暴君と恋のレシピ

- 氷の執事と伯爵令嬢 〜百夜だけの恋人〜
- ショコラトルの恋の魔法 初恋の姫とスイーツ嫌いの伯爵
- 不埒な王子の花嫁選び
- 双蝶の契り 〜後宮の姫、龍を画す〜
- 禁断の後宮 〜鳥籠の姫〜

その他
- 紅いバラに御用心!!（角川スニーカー文庫）
- 唇までの距離（角川ルビー文庫）
- 罪つくりな唇（角川ルビー文庫）

- 妖精保護官 シリーズ（小学館 キャンバス文庫）

1. 真夜中のロストボーイ
2. 真夏のハードボイルド・キッズ
3. 真昼のコードレス・ボーイ

- シリーズ（小学館キャンバス文庫）

1. Aの戒律
2. Bの旋律

- 心霊探偵・真木隼人の事件簿 聖少年は眠る（小学館キャンバス文庫）
- 言の葉使い（小学館パレット文庫）
- 花を抱く君（小学館パレット文庫）
- 少年は秘密を抱く（小学館パレット文庫）

- 少年×忍者（集英社 コバルト文庫）

1. 少年×忍者 恋はトライアングル
2. 少年×忍者 その恋、プライスレス

- 鬼よ、甘き香に惑え（集英社 コバルト文庫）

- プレイボーイ伯爵の純愛（フランス書院 ティアラ文庫）
- ハッピーウェディングから恋が始まる 皇妃と危険な誘惑（フランス書院ティアラ文庫）
- 略奪者 熱砂の王子と巫女姫（フランス書院ティアラ文庫）
- 王子様のお父様（プランタン出版ティアラ文庫）